# دلیان (استان کیوستندیل)
دلیان (به بلغاری: Delyan) یک منطقهٔ مسکونی در بلغارستان است که در شهرستان دوپنیتسا واقع شده‌است.